# Viva i romantici
Viva i romantici è il quarto album in studio del gruppo musicale pop rock italiano Modà, pubblicato il 16 febbraio 2011 dall'etichetta discografica Ultrasuoni.
Il disco, uscito in concomitanza con la partecipazione al Festival di Sanremo 2011 del gruppo con il brano Arriverà, duetto con Emma, contiene anche alcuni singoli usciti precedentemente: Timida, Sono già solo e La notte.
Contiene anche una versione della canzone sanremese cantata solamente dal gruppo e una cover di Urlo e non mi senti, brano scritto dal cantante Kekko Silvestre per il secondo album di Alessandra Amoroso. L'edizione deluxe dell'album, intitolata Viva i romantici - Il sogno, contiene tre tracce bonus registrate durante un concerto della band al Forum di Assago di Milano.
Nell'autunno 2011, a neanche un anno dalla sua uscita, il disco viene certificato disco di diamante per le oltre 300 000 copie vendute. Il disco ha ottenuto notevole successo anche con i suoi otto singoli, dei quali sette hanno ricevuto una certificazione dalla FIMI.
Il cantante Kekko ha dedicato il disco ai propri genitori e ai ragazzi meno fortunati che hanno saputo affrontare la vita «senza mai farsi mancare un sorriso».

## Tracce
Testi e musiche di Kekko Silvestre, eccetto dove indicato.
1. Sono già solo – 3:22
2. Salvami – 3:52
3. Tappeto di fragole – 3:12
4. Come un pittore – 3:53
5. Vittima – 3:22
6. Arriverà (con Emma) – 3:33 (musica: Enrico Palmosi, Enrico Zapparoli, Kekko Silvestre)
7. La notte – 3:19
8. Tutto non è niente – 3:46
9. Timida – 3:42 (musica: Orazio Grillo, Kekko Silvestre)
10. Viva i romantici – 4:44
11. L'amore è un'altra cosa – 3:44
12. Mani inutili – 3:43 (musica: Enrico Zapparoli, Kekko Silvestre)
13. Arriverà (Versione solista) – 3:33 (musica: Enrico Palmosi, Enrico Zapparoli, Kekko Silvestre)
14. Mani inutili (Radio Edit) – 3:42 (musica: Enrico Zapparoli, Kekko Silvestre)
15. Urlo e non mi senti (Live PalaSharp) – 4:17 (musica: Enrico Zapparoli, Kekko Silvestre)

Tracce bonus nella versione Il sogno
1. Come un pittore (Video) – 4:07
2. Urlo e non mi senti (Video) – 3:34 (musica: Enrico Zapparoli, Kekko Silvestre)
3. Anche stasera (Video) – 4:52

## Formazione
- Kekko Silvestre - voce e pianoforte
- Enrico Zapparoli - chitarra acustica ed elettrica
- Diego Arrigoni - chitarra elettrica
- Stefano Forcella - basso
- Claudio Dirani - batteria

## Classifiche
| Classifica (2011) | Posizione massima |
| ----------------- | ----------------- |
| Italia            | 1                 |

### Classifiche di fine anno
| Classifica (2011) | Posizione |
| ----------------- | --------- |
| Italia            | 2         |
| Classifica (2012) | Posizione |
| Italia            | 31        |
| Classifica (2013) | Posizione |
| Italia            | 57        |
| Classifica (2014) | Posizione |
| Italia            | 54        |

## Premi e riconoscimenti
- Disco di diamante
- Premio Lunezia Pop-Rock[10]